# Heliodón
El heliodón es un instrumento que sirve para simular la trayectoria del sol en la bóveda celeste.
La utilidad principal reside en el estudio del asoleamiento de un edificio o área urbana por medio de modelos o maquetas.

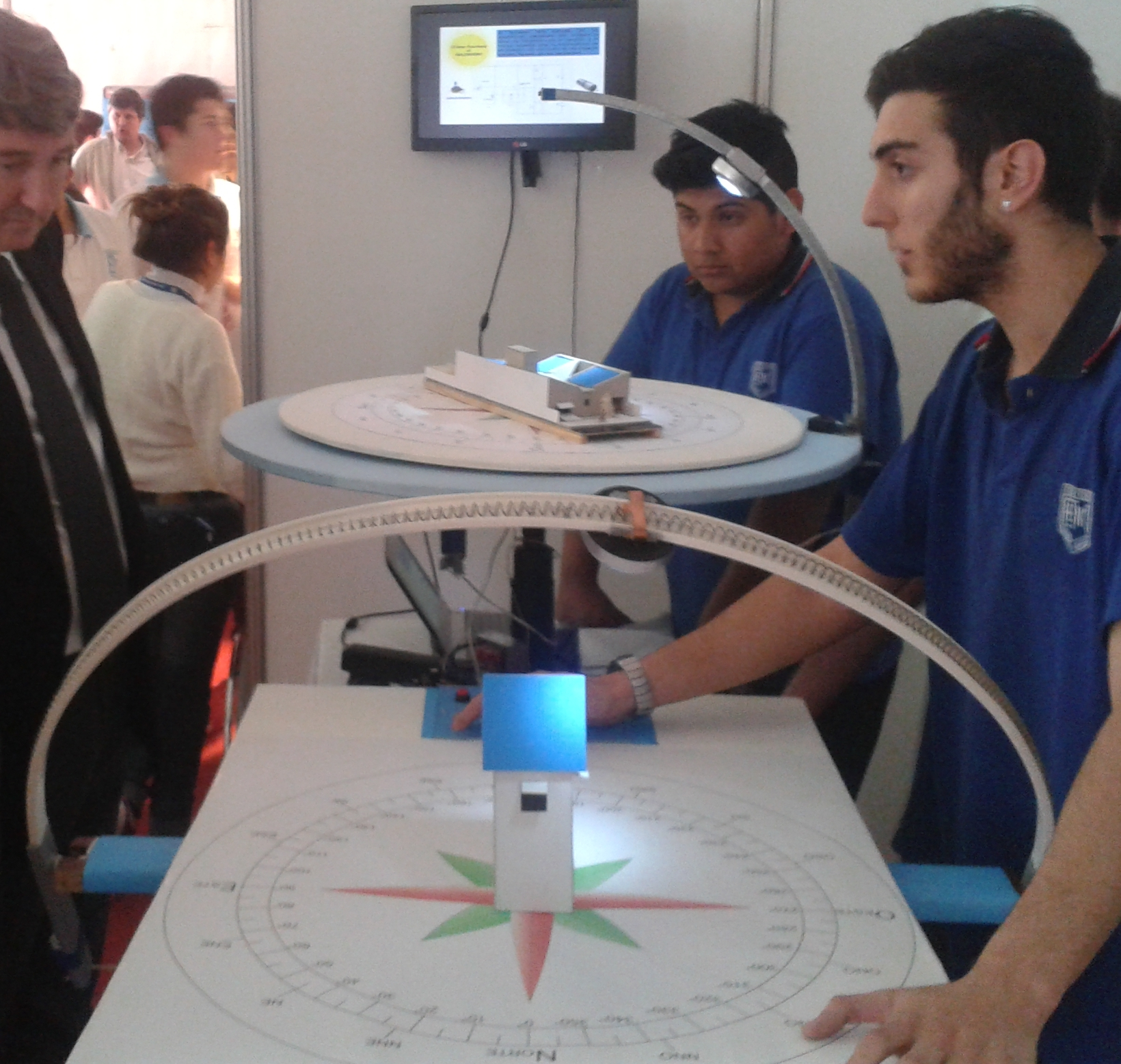
Heliodón Profesional y Didáctico

## Heliodón didáctico
Existen equipos didácticos que por su sencillez permiten a los alumnos comprender fácilmente los movimientos aparentes del sol y realizar ensayos durante las distintas etapas de un proyecto, estos equipos normalmente, son controlados manualmente.

## Heliodón profesional
Los equipos profesionales cuentan con movimientos motorizados que se controlan desde una PC, y con solo indicar latitud, año, mes, día y hora llevan a la lámpara móvil a la posición (azimut y altura) en que el sol se encontraría en el momento del año elegido para la ubicación geográfica bajo estudio.
Es muy útil para que Arquitectos y alumnos de construcción coloquen en él sus maquetas verificando en sus modelos los lugares y horarios en que da sombra y luz solar, pudiendo tener en cuenta diversos factores como la orientación, el diseño y los emplazamientos con respecto a la incidencia solar, lo que permite un notable ahorro energético, una mayor habitabilidad y confort en las construcciones.

## Funcionamiento
Está compuesto de una lámpara móvil que recorre una estructura en forma de arco que simula el recorrido del sol desde su salida hasta su puesta, en todos los días del año, siendo de mayor importancia los solsticios de verano e invierno y las variaciones en los equinoccios (primavera y otoño). En los equipos profesionales el recorrido puede representarse para las distintas latitudes.